# جومو سونو
جومو سونو (انگلیسی: Jomo Sono؛ زادهٔ ۱۷ ژوئیهٔ ۱۹۵۵) با نام اصلی افراییم ماتسیلله سونو بازیکن فوتبال اهل آفریقای جنوبی است.
وی مربی تیم ملی فوتبال آفریقای جنوبی در جام جهانی فوتبال ۲۰۰۲ بوده‌است.